# Сонин, Марк Дмитриевич
Марк Дми́триевич Со́нин (1932—2010) — советский и российский ученый-зоолог; паразитолог, гельминтолог; член-корреспондент РАН (1997), лауреат премии имени К. И. Скрябина (1992).

## Биография
Родился 1 августа 1932 года в селе Петрово-Городище Ивановской области.
В 1955 году — окончил Горьковский университет, защитил диплом по кафедре зоологии.
С 1983 по 2001 годы — директор Института паразитологии Академии наук СССР.
В 1997 году — избран членом-корреспондентом РАН.
Умер 26 января 2010 года в Москве, похоронен на Троекуровском кладбище.

## Научная деятельность
Вел изучение экологии гельминтов, микологии и иммунитета растений при гельминтозах, исследования по радиобиологии и проблемам протозоологии. Один из авторов концепции паразитарного загрязнения среды под воздействием антропогенных факторов.
Возглавлял основанную К. И. Скрябиным научную гельминтологическую школу.
Автор более двухстот научных публикаций.

## Избранные труды
- четырёхтомная монография «Филяриаты животных и человека» (1966—1977)

Монографии, написанные совместно с чешскими и словацкими паразитологами
- «Гельминты рыбоядных птиц Палеарктики» (Прага, 1978; на англ. яз.)
- Сонин М. Д. и др. Гельминты диких копытных Восточной Европы / Я. Говорка, Л. П. Маклакова, Я. Митух и др.; АН СССР, Лаб. гельминтологии. — М.: Наука, 1988. — 208 с. — ISBN 5-02-004685-X.
- Сонин М. Д., Баруш В. Нематоды диких куриных птиц Палеарктики / Институт паразитологии РАН. — М.: ИНПА РАН, 1996. — 176, [1] с. — ISBN 5-86139-113-0.

## Награды
- Премия имени К. И. Скрябина (1992) — за серию работ по фауне и систематике нематод